# Arte glitch

Ejemplo animado de glitch video, creado por Michael Betancourt. Modelo en pantalla: Mae Murray.

El arte glitch (del inglés, /ˈglɪtʃ/ «error», a su vez del yiddish, גליטש) es la práctica creativa que consiste en aprovechar o provocar errores digitales (glitches) con fines artísticos y estéticos. Se trata de un género artístico nacido en el seno de la Era Digital, y se considera un arte visual o sonoro (o audiovisual). Se puede lograr el glitch corrompiendo datos digitalmente o manipulando dispositivos electrónicos físicamente. 
Algunas obras de arte pioneras en el arte glitch son la película A Colour Box (1935) de Len Lye, y la videoescultura TV Magnet (1965) de Nam June Paik. Una obra de arte glitch contemporánea podría ser Panasonic TH-42PWD8UK Plasma Screen Burn (2007) de Cory Arcangel.

## Terminología
En un sentido técnico, un glitch es el resultado inesperado de un mal funcionamiento, especialmente en software, videojuegos, imágenes, videos, audio y otros dispositivos digitales. Los primeros ejemplos de problemas técnicos utilizados en el arte de los medios incluyen Digital TV Dinner (1978) creado por Jamie Fenton y Raul Zaritsky, con audio de fallas realizado por Dick Ainsworth. Este video fue hecho manipulando la videoconsola Bally y grabando los resultados en video.
El término glitch llegó a asociarse con la música a mediados de los años 90 para describir un género de experimental / noise / electrónica, llamado clicks and cuts o música glitch. Poco después, cuando los VJs y otros artistas visuales comenzaron a adoptar el glitch como una estética de la Era Digital, el glitch art pasó a referirse a un conjunto completo de artes visuales.
En enero de 2002, Motherboard, un colectivo de tecnología y arte, celebró un simposio sobre el glitch en Oslo, Noruega, para «reunir a artistas internacionales, académicos y otros practicantes del glitch por un corto espacio de tiempo para compartir su trabajo e ideas con el público y con El uno al otro».
Del 29 de septiembre al 3 de octubre de 2010, Chicago, EE. UU., fue sede de la primera conferencia GLI.TC/H, organizada por Nick Briz, Evan Meaney, Rosa Menkman y Jon Satrom que incluyó talleres, conferencias, actuaciones, instalaciones y proyecciones. En noviembre de 2011, el segundo evento GLI.TC/H se ubicó en Ámsterdam, Países Bajos, y finalmente en Birmingham, Reino Unido.

## Metodología

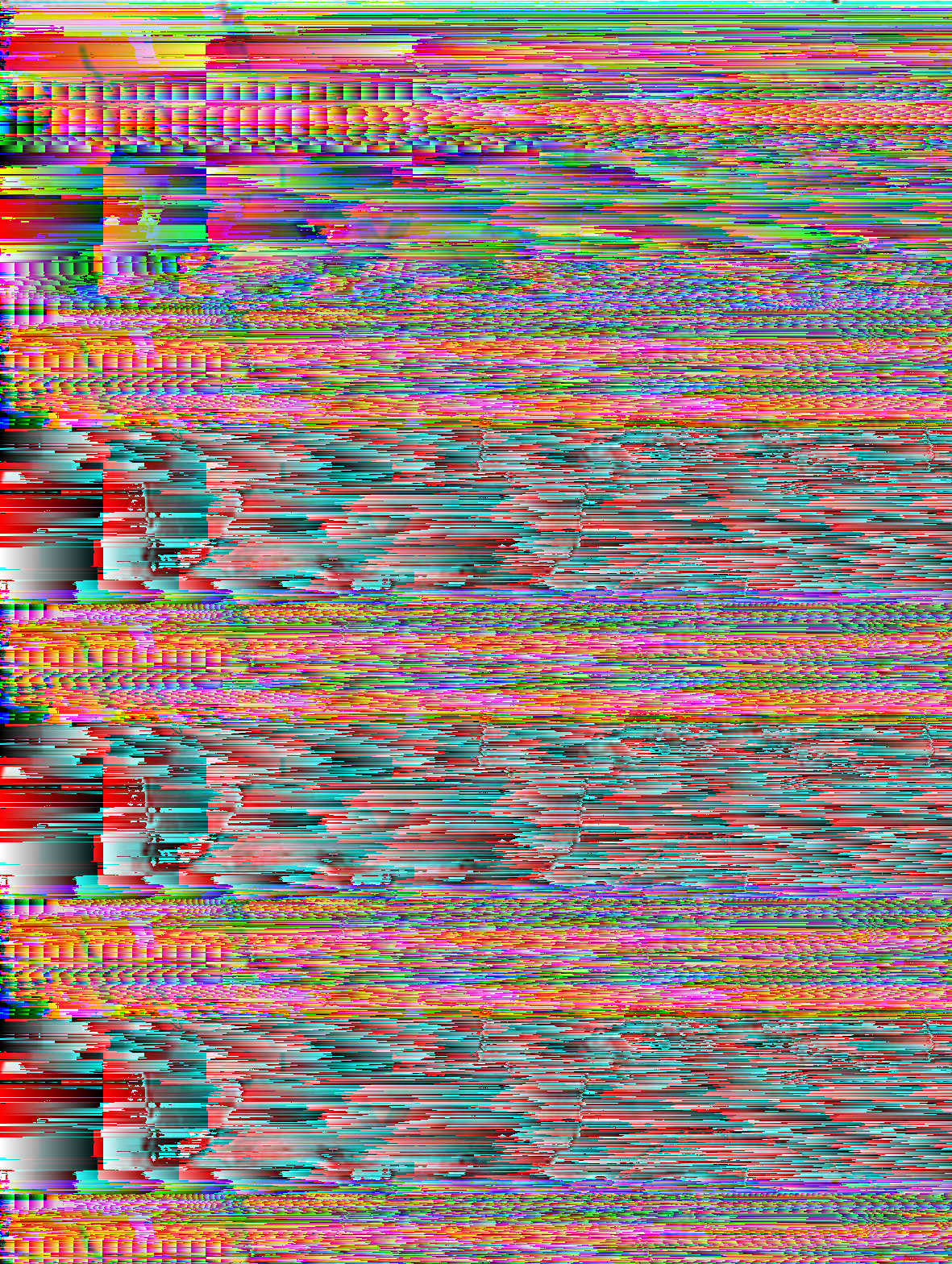
Ejemplo de arte glitch, por Rosa Menkman

Lo que se llama «arte glitch» generalmente significa fallas visuales, ya sea en una imagen fija o en movimiento. Se realiza «capturando» en imagen o video un problema técnico cuando éste ocurre de forma azarosa o provocada. Esta segunda es más común, así lo hacen artistas y diseñadores que manipulan sus archivos digitales, software o hardware para producir estos errores. Algunos artistas se dedican también a publicar tutoriales en línea que explican cómo hacer arte glitch. Hay muchos enfoques para hacer que estos problemas técnicos sucedan a pedido, desde cambios físicos hasta el hardware para alternar directamente los archivos digitales. El artista Michael Betancourt identificó cinco áreas de manipulación que se utilizan para crear arte glitch. Betancourt señala que el arte glitch se define por una amplia gama de enfoques técnicos que pueden identificarse con los cambios realizados en el archivo digital, su visualización generativa o las tecnologías utilizadas para mostrarlo (como una pantalla de video). Incluye dentro de este rango los cambios realizados en tecnologías analógicas como la televisión (en videoarte) o la tira de película física en las imágenes en movimiento.

### Manipulación de datos
La manipulación de datos (en inglés, databending) consiste en cambiar la información interna de un archivo digital para crear fallas. Esto se puede lograr mediante programas como HexFiend, y de hecho existen multitud de tutoriales sobre ello. En el suyo, A. Woodall explica:
Como todos los archivos, los archivos de imagen (.jpg .bmp .gif... etc.) están formados por texto. A diferencia de otros archivos, como .svg (vectores) o .html (páginas web), cuando se abre una imagen en un editor de texto, todo lo que aparece es gobbledygook! [«sin sentido», «jerigonza»].

Procesos similares como el datamoshing cambian los datos en un archivo de video (o de imagen). El datamoshing ocurre cuando dos videos se intercalan para que los fotogramas intermedios se interpolen desde dos fuentes separadas. En otras palabras, que se ven partes de una imagen y de otra (véase video de ejemplo). Se puede lograr datamosh con, por ejemplo, Avidemux, un software común para crear arte glitch porque manipula diferentes tipos de fotogramas en vídeo digital comprimido: 
«El datamoshing implica la eliminación de los fotogramas-i [iframes] de un video codificado (la imagen intracodificada, también conocida como fotograma clave, un fotograma que no requiere ninguna información sobre otro fotograma para decodificarse), dejando solo los fotogramas-p (p-frame; imagen predictiva) o fotogramas-b (b-frame; imagen bipredictiva). Los fotogramas-p contienen información que predice los cambios en la imagen entre el fotograma actual y el anterior, y los fotogramas-b contienen información que predice las diferencias de imagen entre los fotogramas anteriores, actuales y posteriores. Los fotogramas -p y -b utilizan datos de cuadros anteriores y posteriores, y están más comprimidos que los fotogramas-i».

Este proceso de manipulación directa de los datos digitales no solo se puede aplicar a archivos dentro de la pantalla digital; Por ejemplo, la «falla del modelo 3D» se refiere a la corrupción intencional del código en los programas de animación 3D que dan como resultado imágenes distorsionadas y abstractas de mundos virtuales 3D, modelos e incluso objetos impresos en 3D.

### Desalineación
Los glitches provocados por desalineación (misalignment glitch) se producen abriendo un archivo digital con un programa diseñado para otro tipo diferente de archivo,  como por ejemplo, abrir un archivo de vídeo con otro para archivos de sonido, o también utilizando un códec incorrecto para descomprimir un archivo. Las herramientas generalmente usadas para crear estos glitches incluyen Audacity y WordPad. El artista Jamie Boulton explica el proceso, haciendo hincapié en que estos glitches dependen en cómo Audacity maneja los archivos, incluso cuándo no están codificados como audio:

La manera más fácil de manipular un archivo en Audacity es seleccionar un fragmento del archivo y aplicar uno de los efectos predeterminados. Si bien yo no soy ningún lumbreras de la computación, pero la manera en que yo lo veo cuando aplicas un efecto de sonido a un archivo de sonido, el programa toma que archivo y altera el dato de archivo de la manera en que conseguiría tal efecto. Así que, por ejemplo, si  aplicas un efecto de eco entonces repite partes del archivo una tras otra, disminuyendo el volumen de la repetición tras cada iteración. Lo maravilloso es que esto lo hace sea el archivo que sea. Audacity no distingue o no le importa si el archivo es sonoro o de otro tipo; lo alterará de la manera en la que fue instruido para ello.

### Fallas en el hardware
Las fallas en el hardware (hardware failure) se producen al alterar el cableado físico u otras conexiones internas de la máquina en sí, como un cortocircuito, en un proceso llamado circuit bending («circuito doblado», «doblamiento del circuito») que hace que la máquina cree fallas que produzcan nuevos sonidos y efectos visuales. Por ejemplo, al dañar piezas internas de algo como un reproductor VHS, uno puede lograr diferentes coloraciones en las imágenes. El artista audiovisual Tom DeFanti explicó la función de las fallas de hardware en un relato para la pieza glitch Digital TV Dinner de Jamie Fenton de la consola Bally Astrocade.

Esta pieza representa el arte más barato que una persona puede producir desde casa con su computadora. Esto implica tomar un sistema de videojuegos de $ 300, golpeándolo con el puño para que el cartucho se salga mientras intenta escribir el menú. La música sonando aquí es de Dick Ainsworth, usando el mismo sistema, pero golpeándola con los dedos en vez de con el puño.

Golpear físicamente la carcasa del sistema del juego provocaría que el cartucho del juego saltara, interrumpiendo el funcionamiento de la computadora. Los problemas técnicos que resultaron de esta falla fueron el resultado de cómo se configuró la máquina:

Había una memoria ROM en el cartucho que está integrada en la consola. Sacar el cartucho mientras se ejecuta el código en la ROM de la consola creó referencias basura en los stack frames y punteros inválidos, lo que provocó que se dibujaran patrones extraños (...) La Bally Astrocade fue única entre los juegos de cartuchos, ya que fue diseñado para permitir a los usuarios cambiar los cartuchos del juegos mientras la consola estaba encendida. Al presionar el botón de reinicio, era posible extraer el cartucho del sistema e inducir varias secuencias de patrones de volcado de memoria. Digital TV Dinner es una colección de estos curiosos estados de «epilepsia de silicio» con música compuesta y generada en esta misma plataforma.

### Fallas en el registro
Las fallas en el registro (misregistration) se producen debido al ruido físico que ocurre al registrar o grabar con medios históricamente analógicos, como por ejemplo las películas cinematográficas. Incluye suciedad, rasguños, manchas y marcas que pueden distorsionar los medios físicos también afectan la reproducción de grabaciones digitales en medios como CD y DVD, como explicó el compositor de música electrónica Kim Cascone en 2002:

«Hay muchas formas de fallas en el audio digital A veces, se produce un ruido horrible, mientras que otras veces puede producir maravillosas capas de sonido (para los oídos más aventureros, a menudo ambos casos son lo mismo). Cuando los experimentadores de sonido alemanes conocidos como Oval comenzaron a crear música a principios de los 90 pintando pequeñas imágenes en la parte inferior de los CD para que saltasen, estaban aprovechando una falla en su trabajo que revelaba una capa subtextual incrustada en el disco compacto.
Las investigaciones que hizo Oval sobre fallas no son nuevas. Anteriormente se había hecho mucho trabajo en esta área, como el trabajo de banda sonora óptica de Laszlo Moholy-Nagy y Oskar Fischinger, así como las manipulaciones de discos de vinilo de John Cage y Christian Marclay, por nombrar algunos. Lo nuevo es que las ideas ahora viajan a la velocidad de la luz y pueden generar géneros musicales completos en un período de tiempo relativamente corto». 

### Distorsión
La distorsión (distortion) fue uno de las primeros formas de arte glitch, destacando el trabajo del artista audiovisual Nam June Paik, quien creó distorsiones de video al colocar potentes imanes cerca de la pantalla del televisor, lo que provocaba la aparición de patrones abstractos. Esta adición de interferencias físicas de Paik a un televisor creó nuevos tipos de imágenes que cambiaron la forma en que se mostraba la imagen transmitida:

El campo magnético interfiere con las señales electrónicas de la televisión, distorsionando la imagen de emisión en formas abstractas que cambiaban cuando se movía el imán.

Al grabar las distorsiones resultantes con una cámara, se pueden mostrar posteriormente sin necesidad de imán.

### Artefactos de compresión
Los efectos llamados artefactos de compresión (compression artifacts) pueden ser intencionadamente utilizados como estilo visual en el arte glitch. Por ejemplo, las piezas de Rosa Menkman usan estos artefactos, particularmente los bloques de transformada de coseno discreta (DCT blocks) comunes en ciertas compresiones de datos del media digital, como es el caso de las imágenes digitales en formato JPEG o el audio digital en MP3. Otro ejemplo es la serie de imágenes Jpegs (2007) del fotógrafo alemán Thomas Ruff, el cual utiliza intencionalmente artefactos JPEG como base para el estilo visual.